# Doo-Bop
Albums de Miles Davis
Dingo
(1992)
Doo-Bop est un album posthume et le dernier de Miles Davis.

## DuBe-bopau Doo-bop
Pour les amateurs de jazz classique, Doo-Bop s'efface devant des albums comme Kind of Blue, Bitches Brew ou Tutu. Néanmoins, ce dernier disque de Miles Davis est une fois encore à l'avant-garde d'un nouveau genre : le nu jazz. La fusion jazz/hip-hop, notamment, inspirera ensuite les musiciens Erik Truffaz ou Us3. Du bebop des années 40, (qui est une forme de jazz urbain) au funk urbain de Doo-Bop, pour Miles Davis la boucle est définitivement bouclée.
Pour cet album, Miles Davis est lauréat du Grammy Award pour la meilleure performance instrumentale R&B en 1993.

## Titres
Sauf mention contraire, toutes les compositions sont de Miles Davis et Easy Mo Bee.
1. Mystery - 3:56
2. The Doo Bop Song - 5:02
3. Chocolate Chip (Miles Davis, Easy Mo Bee, Donald Hepburn) - 4:41
4. High Speed Chase (Miles Davis, Easy Mo Bee, Larry Mizell) - 4:41
5. Blow - 5:07
6. Sonya - 5:33
7. Fantasy - 4:38
8. Duke Booty - 4:56
9. Mystery (Reprise) - 1:28

Sur les titres High Speed Chase et Fantasy, des solos de Miles Davis ont été remixés et plaqués sur des titres composés après sa mort.

## Musiciens
- Miles Davis (trompette)
- A.B. Money (chant)
- J.R. (chant)
- Easy Mo Bee (chant rap)